# Headlights (Robin Schulz)
Headlights è un singolo del DJ tedesco Robin Schulz, pubblicato il 3 aprile 2015 come primo estratto dal secondo album in studio Sugar.
Il singolo ha visto la partecipazione alla parte vocale della cantautrice statunitense Ilsey Juber e ha ricevuto un discreto successo commerciale soprattutto in Europa, ottenendo la certificazione di platino in Germania, Italia e Australia.

## Uso nei media
Nel 2015 è stato usato come colonna sonora degli spot della 3.

## Video musicale
Il videoclip è stato girato in Algarve (Portogallo) in un parco acquatico abbandonato, dove sono presenti piccoli gruppi di frequentatori, tra cui persone che fanno acrobazie all'interno di piscine vuote. Alla fine del video si vede una coppia in posa, tra cui Schulz, a fianco una Toyota Aygo. È stato pubblicato il 3 aprile 2015 sul canale YouTube di Robin Schulz, dalla durata di 3 minuti e 49 secondi.

## Tracce
1. Headlights (feat. Ilsey) – 3:29

## Classifiche

### Classifiche settimanali
| Classifica (2015) | Posizione massima |
| ----------------- | ----------------- |
| Australia         | 2                 |
| Austria           | 2                 |
| Belgio (Fiandre)  | 16                |
| Belgio (Vallonia) | 14                |
| Danimarca         | 37                |
| Finlandia         | 15                |
| Francia           | 30                |
| Germania          | 6                 |
| Irlanda           | 39                |
| Italia            | 17                |
| Lussemburgo       | 5                 |
| Norvegia          | 8                 |
| Paesi Bassi       | 33                |
| Polonia           | 15                |
| Regno Unito       | 96                |
| Spagna            | 29                |
| Stati Uniti       | 17                |
| Ungheria          | 12                |
| Svezia            | 17                |
| Svizzera          | 7                 |

### Classifiche di fine anno
| Classifica (2015) | Posizione |
| ----------------- | --------- |
| Australia         | 63        |
| Germania          | 19        |
| Italia            | 52        |